# 普雷桑特维莱
普雷桑特维莱（法語：Présentevillers，法語發音：[pʁezɑ̃tvile]）是法国杜省的一个市镇，属于蒙贝利亚尔区。

## 地理
普雷桑特维莱（47°30'4"N, 6°43'50"E）面积3.83 平方千米，位于法国勃艮第-弗朗什-孔泰大區杜省，该省份为法国东部内陆省份，北起上索恩省，西接汝拉省，东部及东南部与瑞士接壤，东北部与贝尔福地区省接壤。
与普雷桑特维莱接壤的市镇（或旧市镇、城区）包括：丹村、巴尔、巴旺、圣于连-莱蒙贝利亚尔、圣玛丽。

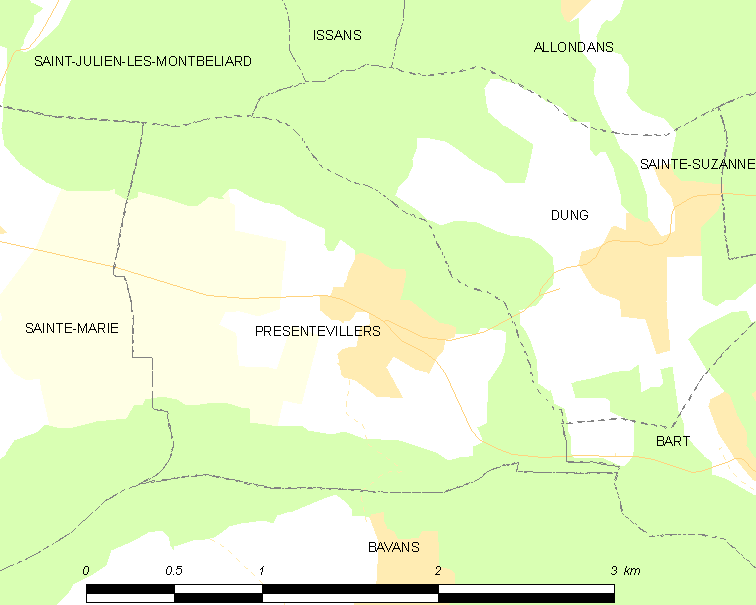
普雷桑特维莱的OSM定位图

普雷桑特维莱的时区为UTC+01:00、UTC+02:00（夏令时）。

## 行政
普雷桑特维莱的邮政编码为25550，INSEE市镇编码为25469。

## 政治
普雷桑特维莱所属的省级选区为巴旺县。

## 人口

1962-2008年间普雷桑特维莱人口变化图示

普雷桑特维莱于2022年1月1日时的人口数量为468人。